# (301552) 2009 GA3
2009 جي أي 3 (ويعرف أيضًا باسم (301552) 2009 جي أي 3 وفق تسمية الكوكب الصغير) (بالإنجليزية: 2009 GA3)‏ هو كويكب ضمن حزام الكويكبات؛ وترتيبه 301552 من حيث الاكتشاف.
اكتُشف هذا الجُرم الفلكي بواسطة ميشيل أوري في 14 أبريل 2009.

## وصلات خارجية
- (301552) 2009 GA3 في قاعدة بيانات مختبر الدفع النفاث لأجرام النظام الشمسي الصغيرة

- الاكتشاف · مخطط المدار ·  العناصر المدارية · المعلمات المادية

- (301552) 2009 GA3 على موقع ويكي سكاي: DSS2, SDSS, GALEX, IRAS, Hydrogen α, X-Ray, Astrophoto, Sky Map, Articles and images